# Пастрайк, Эммануил
Эммануил Пастрайк (англ. Emanuel Pastreich; Китайский: 贝一明; кор. 임마누엘 페스트라이쉬, Японский: エマニュエル・パストリッチ;; род. 7 октября 1964, Нашвилл, Теннесси) — американский доцент, активная деятельность которого во многом проходила в Корее. Пастрайк является доцентом Университета Кёнхи (Kyung Hee University) и директором The Asia Institute (Института Азии) в Сеуле. Его труды посвящены как классической литературе Восточной Азии, так и важным событиям международных отношений и технологии. Пастрайх объявил свою кандидатуру на пост президента Соединённых Штатов в качестве независимого государства в феврале 2020 года и продолжает свою кампанию, выступая с многочисленными речами, призывающими к трансформационному подходу к безопасности и экономике.

## Биография
Пастрайк в 1983 окончил школу Лоуелл в Сан-Франциско. Первым высшим учебным заведением стал Йельский университет, кафедра китайского языка, бакалавриат которого он успешно защитил в 1987. Часть программы обучения была пройдена в Национальном Университете Тайваня. Магистратура по специальности сравнительное литературоведение была пройдена в Токийском Университете в 1991, где он написал диссертацию по теме Edo kôki bunjin Tanomura Chikuden: Muyô no shiga (The Late Edo Literatus Tanomura Chikuden; Бесполезность Художества и Поэзии), полностью на японском языке. В 1998 году он возвращается в США и заканчивает аспирантуру Гарвардского Университета, на кафедре Восточной Азии Затем работает доцентом в Иллинойсском Университете в Урбана-Шампейне, Университете Джорджа Вашингтона, и Международной Школе Бизнеса Солбридж. Пастрайк является доцентом кафедры Международных Исследований Университета Кёнхи.

## Государственная деятельность
Пастрайк служил советником по международным отношениям в правительстве провинции Чхунчхон-Намдо, советником по внешним отношениям в технопарке Иннаполис Дэдок, а также занимал должности в городской администрации и департаменте внешних инвестиций г. Тэджон в 2010 и 2012 соответственно.

## Работа
Пастрайк является директором The Asia Institute, научно-исследовательского института, проводящего исследования по тематике международных отношений, окружающей среде и технологии в Восточной Азии. До этого, в правительстве провинции Чхунчхон-Намдо он служил советником по международным отношениям и зарубежным инвестициям (2007—2008). Пастрайк являлся директором KORUS House (2005—2007), научно-исследовательского института при посольстве Кореи в Вашингтоне, а также главным редактором журнала Dynamic Korea (Динамичная Корея), повествующего о культуре и обществе Кореи, издающегося Министерством иностранных дел Кореи.
Его труды включают книгу «Сборник Романов Пак Дживона: Переводы Обозреваемых Миров», сборник романов корейского критика пре-модерниста, «Обозримое Просторечие: Просторечия Китайского и Необходимость Литературного Обсуждения Популярных Повестей в Эдо, Япония», исследование перенятия просторечной Китайской литературы Японией, «Жизнь это Вопрос Выбора Пути а не Скорости: Робинзон Крузо в Корее», повествование о его опыте жизни в Корее и «Мировые Ученые Говорят о Будущем Кореи» серия интервью о современной Корее с ведущими учеными мира, такими как Фрэнсис Фукуяма, Ларри Вилкерсон и Ноам Хомский.

### Книги
- The Novels of Park Jiwon: Translations of Overlooked Worlds (2011). Seoul: Seoul National University Press. ISBN 8952111761.
- The Visible Mundane: Vernacular Chinese and the Emergence of a Literary Discourse on Popular Narrative in Edo Japan (2011). Seoul: Seoul National University Press. ISBN 895211177X.
- Insaeng eun sokudo anira banghyang ida: Habodeu baksa eui hanguk pyoryugi (Life is a Matter of Direction, Not of Speed: Records of a Robinson Crusoe in Korea) (2011). London: Nomad Books. ISBN 978-89-91794-56-6
- Segye seokhak hanguk mirae reul mal hada (Scholars of the World Speak Out About Korea’s Future) (2012). Seoul: Dasan Books. ISBN 978-89-6370-072
- Han’gukin man moreu neun dareun daehan min’guk (A Different Republic of Korea—About Which Only Koreans are Ignorant) (2013). Seoul: 21 Segi Books. ISBN 978-89-509-5108-5